# All Fired Up
"All Fired Up" é uma canção do girl group grupo britânico The Saturdays, lançado como o segundo single do terceiro álbum de estúdio, "On Your Radar".

## Desempenho nas paradas
| Chart                            | Posição |
| -------------------------------- | ------- |
| Irlanda (IRMA)                   | 6       |
| Escócia (Scottish Singles Chart) | 3       |
| Reino Unido (UK Singles Chart)   | 3       |

## Lançamento
| País        | Data                  | Formato          | Gravadora       |
| ----------- | --------------------- | ---------------- | --------------- |
| Reino Unido | 22 de Julho de 2011   | Airplay de Rádio | Polydor Records |
| Irlanda     | 4 de Setembro de 2011 | download digital | Polydor Records |
| Reino Unido | 4 de Setembro de 2011 | download digital | Polydor Records |